# 伊·古斯蒂·伍拉·赖
伊·古斯蒂·伍拉·赖中校（1917年1月30日—1946年11月20日），是一位印度尼西亚的民族英雄，他在印度尼西亚独立战争中于巴厘岛上抵抗荷兰军队，在Margarana战役中牺牲。

## 早年生涯
1917年1月30日，伍拉·赖出生于巴厘岛巴东，在一家荷兰初中上学，之后就读于东爪哇省玛琅的一所高中，然后在吉亚尼亚尔、巴厘岛和玛琅的荷兰军校接受军事训练。毕业后，他加入了巴厘岛的荷资军队，担任少尉。

## 军事生涯

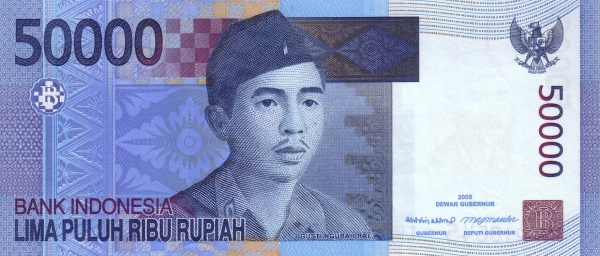
50,000印尼卢比纸币

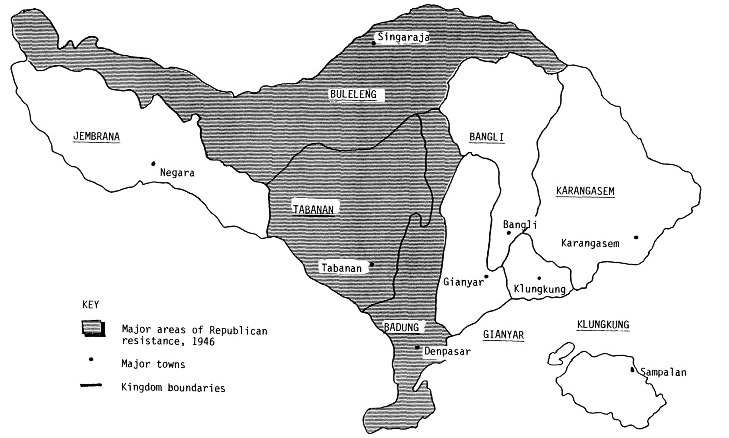
印尼宣布独立时巴厘岛的政区图 (1945-49)

在印尼宣布独立之后，他为了小巽他群岛创立了人民安全保卫队─即印尼军的前身。之后，伍拉·赖奉命离开首都雅加达前往巴厘岛抵抗于1946年3月2、3日登岛的为数约2,000人的荷兰军队。

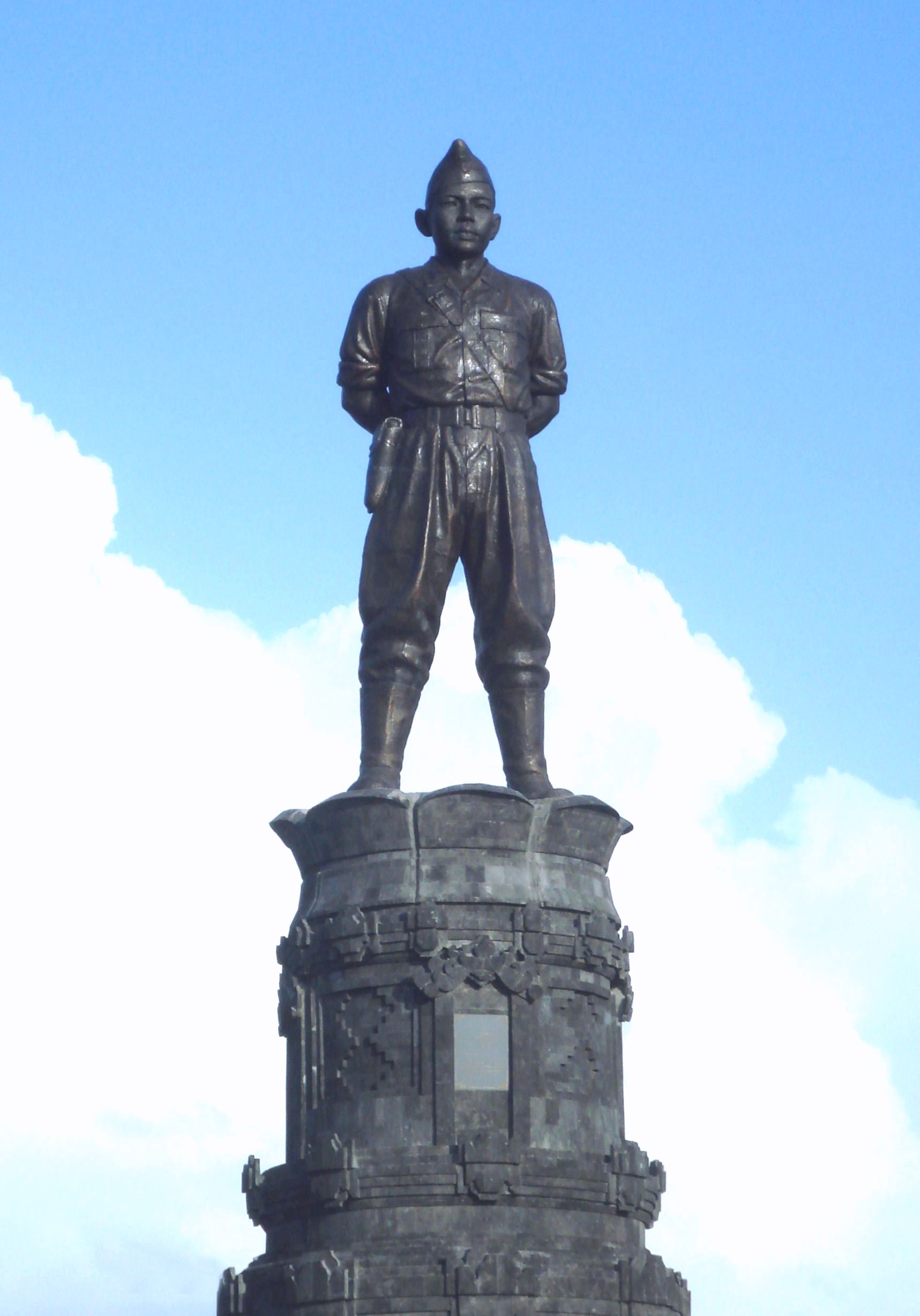
位于伍拉·賴國際機場旁的伍拉·賴纪念雕像

伍拉·赖发现己方的军事力量过于分散而致力于重组，而后他组织了针对塔巴南荷军总部的进攻。此时荷军开始寻找伍拉·赖的踪迹并试图展开谈判，但伍拉·赖拒绝了与荷军谈判。
1946年11月20日，荷军在龙目岛增援部队和空中支援下对塔巴南Marga展开猛攻，伍拉·赖中校在此次战役中与所有部下全部战死沙场。

## 纪念
1975年8月9日，伍拉·赖葬于Marga。在同年的一项总统令中伍拉·赖被追授为民族英雄。 巴厘岛的伍拉·賴國際機場即是以他的名字命名的，50,000印尼卢比纸币上也有他的肖像。